# Ernestyna z Saksonii-Weimar-Eisenach
Ernestine Auguste Sophie (ur. 4 stycznia 1740 w Weimarze, zm. 10 czerwca 1786 w Hildburghausen) – księżniczka Saksonii-Weimar i Saksonii-Eisenach oraz poprzez małżeństwo księżna Saksonii-Hildburghausen. Pochodziła z rodu Wettynów.
Była córką księcia Saksonii-Weimar (od 1741 również Saksonii-Eisenach) Ernesta Augusta I i jego drugiej żony księżnej Zofii Szarlotty Brandenburg-Bayreuth. 
1 lipca 1758 w Bayreuth poślubiła dwukrotnie owdowiałego księcia Saksonii-Recklinghausen Ernesta Fryderyka III, zostając jego trzecią żoną. Para miała troje dzieci:
- księżniczkę Zofię (1760–1776)
- księżniczkę Krystynę (1761–1790)
- Fryderyka (1763–1834), przyszłego księcia Saksonii-Recklinghausen, a później Saksonii-Altenburg